# Szkáros
Szkáros (szlovákul Skerešovo) község Szlovákiában, a Besztercebányai kerület Nagyrőcei járásában.

## Fekvése
Tornaljától 13 km-re északnyugatra, a Turóc-patak bal partján található.

## Története
A település már a honfoglaláskor fontos gyepűvédő hely volt. 1243-ban „Staruch" néven említik először. 1266-ban „Scarus", 1353-ban „Strasa" néven említi oklevél. A 16. században több nemesi család birtokolta. A 18. században a  Draskóczy és Kubinyi családoké. A falu legjelentősebb birtokosai a Hanvayak voltak. 1710-ben 177 lakos halt meg a pestisjárványban.
A 18. század végén Vályi András így ír róla: „SZKÁROS. Magyar falu Gömör Várm. földes Urai Farkas, és több Urak, lakosai katolikusok, és reformátusok, fekszik Dreskhez közel, mellynek filiája; határja középszerű, réttyei jók, malmok helyben van."
1828-ban 69 házában 537 lakos élt. 1837-ben 561 lakosa volt. Lakói mezőgazdasággal, kertészmunkákkal foglalkoztak.
A 19. század közepén Fényes Elek eképpen írja le: „Szkáros, magyar falu, Gömör és Kis-Honth egyesült vármegyében, Gömörhöz nyugot-északra 1 1/2 mfd., 56 kath., 478 ref., 27 evang. lak. Ref. anya ekklézsia. Határa első osztálybeli. F. u. Farkas, s m. t. Ut. post. Tornalja."
Borovszky monográfiasorozatának Gömör-Kishont vármegyét tárgyaló része szerint: „Szkáros, ratkóvölgyi magyar kisközség, 83 házzal és 346 ev. ref. vallású lakossal. 1384-ben Scarus és Izkarus néven merül fel. Ez időbeli birtokosai ismeretlenek, de 1550-ben Ferdinánd király új adománykép adja e községet a Soldos, Hanvay, Darvas, Nagyszájú, Sándor, Szkárosi, másként Fityke és a Kerepeczy családoknak. A 18. században, a mikor Szkerosowo tót néven is említik, a Farkas család a földesura, a melylyel közösen bírják a Kubinyi és a Draskóczy családok. Most Dapsy Bélának van itt nagyobb birtoka és régi kúriája, melyet még a Farkas család építtetett és a mely vétel útján került a mostani tulajdonos birtokába. A község határában kitünő gyógyerejű forrás van, mely Dapsy Béla tulajdona, a ki ide csinos fürdőházat és lakásokat építtetett. A fürdőt, mely csak nem rég nyílt meg, a környékbeliek sűrűn látogatják. A községben a Dapsyén kívül még két régi kúria van. Az egyiket a Draskóczyak, a másikat a Kubinyiak építtették. Református temploma már a reformáczió idejében fennállott, de építési ideje meg nem állapítható. Ide tartozik Salamonvölgy, Oszlókút és Papkút puszta. Postája van, távírója és vasúti állomása pedig Tornallya."
A trianoni diktátumig Gömör-Kishont vármegye Tornaljai járásához tartozott. 1938 és 1945 között újra Magyarország része.

## Népessége
| Év:            | 1994. | 2004.    | 2014.   | 2024.    |
| -------------- | ----- | -------- | ------- | -------- |
| Emberek száma: | 260   | 229      | 245     | 210      |
| Eltérés:       |       | -11,92 % | +6,98 % | -14,28 % |

| Év:            | 2023. | 2024.   |
| -------------- | ----- | ------- |
| Emberek száma: | 215   | 210     |
| Eltérés:       |       | -2,32 % |

1910-ben 356-an, túlnyomórészt magyarok lakták.
2011-ben 246 lakosából 112 szlovák és 87 magyar.

## Nevezetességei
- Református temploma 1822-ben épült klasszicista stílusban a 16. századi templom helyén. Mellette látható a Szégyenkő, amely a nyilvános megszégyenítés eszköze volt.
- A falu nemesi múltjának az emlékét őrzi a két 19. században épült nemesi kúria. Egyikük klasszicista, a másik neoklasszicista stílusú.
- A falukép ma is meghatározó elemei a fennmaradt régi házak.

## Neves személyek
- Itt született a 16. században Szkhárosi Horvát András református énekszerző, prédikátor.
- Itt született 1827-ben Csider Károly újságíró, a Március Tizenötödike című lap munkatársa.
- Itt született 1851-ben Kubinyi Géza főispán, országgyűlési képviselő.

## Külső hivatkozások
- E-obce.sk Archiválva 2009. november 19-i dátummal a Wayback Machine-ben
- Községinfó
- Szkáros Szlovákia térképén
- Szkáros a régió honlapján
- Tourist-channel.sk